# Ямамото, Кансай
Кансай Ямамото (яп. 山本 寛斎 Ямамото Кансай, англ. Kansai Yamamoto, 8 февраля 1944 г., Иокогама, Канагава, Япония — 21 июля 2020 г., Токио, Япония) — японский модельер, получивший широкую известность в начале 1970-х как антипод концепции ваби-саби и ставший крайне влиятельным у себя на родине в последующие десятилетия. Первый японский дизайнер, организовавший модный показ в Лондоне. По мнению журнала Vogue, Ямамото проложил путь в мир высокой моды для целого поколения японских кутюрье, включая Рей Кавакубо и Ёдзи Ямамото.

## Биография
Кансай Ямамото родился в 1944 году в Иокогаме. Во время учёбы в старшей школе интересовался гражданским строительством, поступив в Университет Нихон — переключился на изучение английского языка. Однако в 1965 году бросил университет, полностью посвятив себя моде. Ямамото устроился в ателье, где его наставниками были дизайнеры Дзюнко Косино и Хисаси Хосоно, одновременно он изучал моду самостоятельно. В 1967 году Колледж моды Бунка присудил ему премию Soen.
Работы Ямамото демонстрируют эстетику «дикого максимализма». Их описывали эпитетами «трансгрессивное излишество» и полная «противоположность» концепции ваби-саби.
В 1971 году Кансай переехал в Токио, где открыл собственную компанию Yamamoto Kansai Company, Ltd. В том же году его первую коллекцию выставили в Лондоне, а также в США — в универмаге Hess’s (Аллентаун, штат Пенсильвания), который был знаменит интересом к авангардной моде. Вскоре Ямамото стал первым японским дизайнером, организовавшим модный показ в Лондоне. Модельер сделал себе имя благодаря сотрудничеству с рок-музыкантом Дэвидом Боуи, для которого создавал футуристические сценические костюмы. В особенности в историю моды вошли андрогинные наряды для его альтер эго — Зигги Стардаста — периода одноимённого концертного турне. В 1975 году состоялся дебютный модный показ Ямамото в Париже, через два года последовало открытие его именного бутика Kansai. В том же, 1977 году, он получил награду Tokyo Fashion Editors. Премьера последней коллекции Ямомото состоялась в конце 1992 года (сезон осень/зима), хотя впоследствии дизайнер продолжал использовать собственный именной бренд для выпуска различной лицензионной продукции, начиная от очков и заканчивая посудой. После этого он начал карьеру продюсера, выступая организатором мероприятий, которые назвал «Супер-шоу». Посетившая одно из них Келли Уэтерилл делилась своими впечатлениями на страницах модного журнала Women’s Wear Daily:
В начале девяностых, после двух десятилетий демонстрации и продажи авангардных коллекций [одежды] в Лондоне, Париже и Нью-Йорке, Ямамото взял перерыв в мире моды, чтобы сосредоточиться на развлекательных мероприятиях. Его „супер-шоу“, как он их называет, сочетают в себе элементы музыки, танца, акробатики, традиционных японских фестивалей и других исконных представлений. Они проводятся по всему миру, от Вьетнама и Индии до России и Японии. Первое такое мероприятие состоялось на Красной площади в Москве в 1993 году и собрало 120 000 человек.

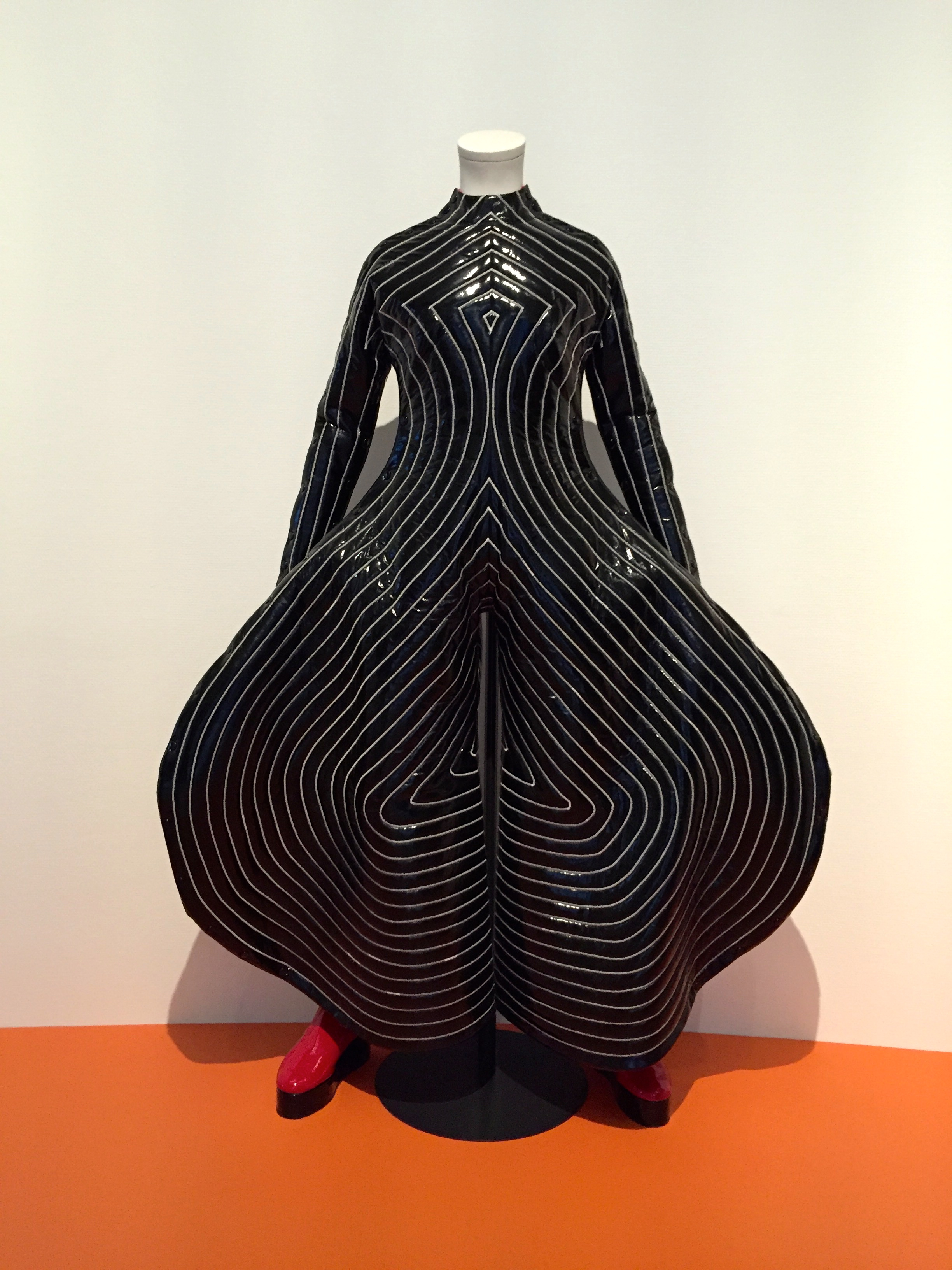
Наряд для Дэвида Боуи

В 1999 году, совместно с Дзюнко Косино, Ямамото создал обновлённую версию кимоно, возродив интерес к традиционной японской одежде. Ранее он также экспериментировал над дизайном кимоно в авангардном стиле, в том числе в качестве концертных нарядов для Дэвида Боуи. В 1999 году организовал программу по изучению моды под эгидой Индийско-японского комитета по смешанному культурному сотрудничеству.
В 2008 году в Музее Эдо-Токио прошла выставка под названием «Нэцуки Синтэн: Кансай Гэнки Сюги» («Стра́стная выставка: Энергетический принцип Кансай»). В 2009 году большая ретроспектива работ Ямамото была выставлена в Художественном музее Филадельфии. В июле 2013 года он вернулся в индустрию моды, приняв участие в 19-м фестивале масок Новой Британии в Кокопо, Папуа-Новая Гвинея. В том же году он провёл небольшой модный показ в Токио и серию публичных показов в Музее Виктории и Альберта. В 2018 году, совместно с компанией Louis Vuitton, Ямамото занимался созданием классических японских узоров и принтов в стиле кабуки для коллекции бренда — LV Resort 2018. Помимо этого, Ямамото спроектировал поезд Skyliner, который соединяет японский аэропорт Нарита с центром Токио.
Ямамото умер 21 июля 2020 года в возрасте 76 лет, после перенесённого в марте острого миелоидного лейкоза, о чём сообщила его дочь, актриса Мирай Ямамото.